# 輻輳のマーグメルド
『輻輳のマーグメルド』（ふくそうのマーグメルド）は月刊ニュータイプエースで連載中の左菱虚秋作の漫画作品。メカニックデザインはガンダム00、ファイアボール チャーミングの柳瀬敬之。ニコニコ静画から配信されている「角川ニコニコエース」においても、無料で読むこともできた。掲載誌の休刊により、最終話は角川ニコニコエースで配信された。
単行本は既刊1巻。第2巻以降は未発行。2013年10月18日より自主出版にて新装版の電子配信が開始された。新装に伴い、著者名が「さびしうろあき」名義へ変更されている。

## 概要
スター・ウォーズと銀河英雄伝説を合わせたようなSF・ファンタジーのストーリー漫画である。登場人物、メカの名前の多くがケルト神話をモチーフにしている。作者のこれまでの作品（ガンオタの女、女子大生会計士）のギャグ・コメディ路線とは大きく異なり、絵柄も安彦良和を意識したものとなっている。

## あらすじ
すべての宇宙から死者の魂が堕ちてくる異界マーグメルド。そこで死者は戦争をしている…。
一方 現世、惑星バロル。
前例のない大昇進で艦隊司令官になったラウ・ファーダ。だが、それは何者かの陰謀によるものだった。バロル王による無茶振り、迫り来る敵の大艦隊…ラウは生き残るため自らの知略を頼りに足掻くしかなかった…。

## 主な登場人物

### 現世
バロル星系とキーリス惑星連合との戦争が本格化し始める。この世界には、思考・身体能力が飛び抜けた『万能超人（イルダナフ）』という人間が存在し、A〜Eまでランク分けされている。上級イルダナフは、時を遅く感じるほど思考が早く、肉体は猛獣も握りつぶせるほど強靭と言われている。また、イルダナフ特性のない人間は『力なき者（ナル）』と呼ばれる。

#### バロル軍
ラウ・ファーダ元帥（主人公、戦艦アンヴァルに乗艦）
力なき者（ナル）であるにもかかわらず、不可解な昇進で前線の艦隊司令官となる。カヴァジ宙域で3倍以上の敵の大艦隊を殲滅しカヴァジの英雄と呼ばれるようになるが、さらなる試練の呼び水となった。
殲滅後どういう理由か不明ではあるが功績にもかかわらず牢屋に入れられていたがバロル王に目を付けられ元帥に3階級特進。他の重鎮達を差し置いて迎撃艦隊総司令官に任命されるが、ラウが力なき者（ナル）である事が事態をより複雑にしていく。牢屋に入れられていた事やバロル王の無茶ぶりに任務が終了次第彼に反旗を翻すと宣言しているがバロル王からはその事をむしろ楽しみにされている。
優れた戦略眼を持ち、部下からは天才的にイヤらしいと称される。普段は計算高い性格だが、じわじわ追いつめられると暴走する傾向がある。
マッキニーリ少将（ラウの副官）
当初は、ラウが力なき者（ナル）のため信用しきれずにいたが、カヴァジの戦いを経て心変わりをした。生真面目な性格で、軍上層部に対して容赦ない挑発をするラウを心配する。
ドゥー・ハー大元帥（上級イルダナフ）
軍上層部の中心的人物。惑星バロル破壊の危機に 自分たちを差し置いて新参者であるラウが総司令官となった事に絶句している。
ラウが力なき者（ナル）である事を知った後は、バロルを守るため 艦勅命に背いてでも隊総司令官の座を渡せとラウに詰め寄っているが、彼がバロル王から上層部を粛清すると宣言している事までは知らない。
強面の人物だが、こっそり孫の立体映像を見るなど家族思いの一面もある。
タルテュ中将（ハーの副官）
最初にラウにちょっかい出した人物。何かと嫌味を言う。16歳の娘がいるらしい。

#### バロル王朝
フォムル・ド・バロル77世（バロル王）
惑星バロルの若き統治者。
臣民からは神の様な存在として崇められているが、実際はスリルこそ生命の充実と考える異常な思想の持ち主。敵の捕虜を妾にしたりしている。食事に毒を盛られたりする事もしょっちゅうな様ではあるがまるで意に介しておらず、ラウの処遇もあえて行っていたらしい。
愛する臣民のためにより大きなスリルを呼び込もうと、正論を説くラウにあえて少ない戦力しか与えなかった。
上級イルダナフで自ら戦艦の設計をするなど多彩な面を見せる。
元老院と仲が悪い。

### 異界マーグメルド
『死者（シーブラ）』が集い戦争をする弱肉強食の世界。3つの勢力が存在するが、パワーバランスは大きく偏っている。

#### ダーナ属
テヒ＝テラ
少女の出で立ちだが、予言により皆を導くダーナの属長。作戦は、予言結果から逆算するせいか仲間の気持ちを考慮しないため反感を買う。
ラウを救世主として予見してからの生存最優先の方針は、プライドを傷つけられた仲間の離脱を招いた。未来においてナージャがラウと共に戦うという予言夢を見てからは彼女の事を気にかけている。
ナージャ
銀色の義手を持つ獣人系の女性。かつてダーナの属長だったが、魔王ブレッシュに挑み、右腕を失い敗れた。
テヒ＝テラに属長を引き継いだ後は偵察任務などを受け持っている。白兵戦の技量は健在だが、もはや白兵戦の時代ではなくなっている。

#### モール属
魔王ブレッシュ
モールの属長。鎧武者のような化け物。やたらと弱肉強食を説くが、それに見合う力の持ち主で、ナージャはおろか 生身でルボルグをも圧倒する。

## 登場メカニック

### 現世

#### バロル軍
重力制御が発達しており随所に使用されている。車の動力や戦艦のバリア。艦内は重力下。また、指揮席では座禅で宙に浮かんだ状態である。
戦艦アンヴァル
バロル王自ら設計した新造戦艦。
主砲のブリューナクは宇宙開闢に匹敵する超高出力を誇るが、エネルギー充填に3時間、発射後は動力が停止するという王の思想そのままにスリルを味わえる仕様となっている。また、エネルギー充填・発射には艦の変形を伴う。
人型兵器アンサラー
4メートル程の機動兵器で、艦隊戦においては直接戦闘より 機雷の敷設など工作に用いられるようである。
バロル王宮にはランスを持ったアンサラーが多数配備されている。

## 単行本
- 角川書店 角川コミックス・エース
  - 第1巻 2012年06月09日 ISBN 9784041202975
  - 第2巻 2013年02月26日 ISBN 9784041204221 [発売中止]
- 自主出版(電子書籍) ※著者名が「さびしうろあき」名義へ変更された他、カラーの設定解説ページが追加されている。
  - 第1巻 2013年10月18日 ISBN B00FZ59NR6